# Ludność Polkowic

Herb miasta Polkowice.

Ludność Polkowic – wynosi według stanu z 30 czerwca 2020 roku 22 460. Miasto od paru lat ma podobną liczbę mieszkańców i nie odnotowuje większych spadków ludności.

## Zestawienie ludności na przestrzeni lat
- 1885 – 2033
- 1910 – 1613
- 1933 – 1748
- 1939 – 1900
- 1941 – 1748
- 1946 – 648  (Polkowice straciły prawa miejskie)
- 1950 – 908
- 1960 – 1506
- 1969 – ok. 7500  (Ponowne otrzymanie praw miejskich)
- 1970 – 7659
- 1971 – 10 000
- 1980 – 17 971
- 1985 – 20 269
- 1988 – 20 499
- 1995 – 21 825
- 1996 – 22 197
- 1997 – 22 459
- 1998 – 22 727
- 1999 – 21 775
- 2000 – 21 841
- 2001 – 21 863
- 2002 – 21 826
- 2003 – 21 714
- 2004 – 21 589
- 2005 – 22 290  (Przyłączenie Polkowic Dolnych)[2]
- 2006 – 22 173
- 2007 – 22 176
- 2008 – 22 170
- 2009 – 22 216
- 2010 – 22 210
- 2011 – 22 777
- 2012 – 22 691
- 2013 – 22 638
- 2014 – 22 558
- 2015 – 22 535
- 2016 – 22 525
- 2017 – 22 504
- 2018 – 22 487
- 2019 – 22 486
- 2020 – 22 460  [3]